# GNF 2 (2005/2006)
Sezon 2005–2006 – 11. edycja w historii piłkarskich rozgrywek GNF 2 w Maroku.

## Drużyny
| - Chabab Mohammédia - Chabab Houara - KAC Kénitra - FUS Rabat |  | - Union Touarga - Racing Casablanca - Stade Marocain Rabat - Tihad Témara |  | - Renaissance Berkane - Renaissance Settat - Hilal Nador - Wafa Wydad |  | - Union Sidi Kacem - Rachad Bernoussi - Union Mohammédia - Youssoufia Berrechid |

## Tabela końcowa
W = Wygrane; R = Remisy; P = Przegrane; G+ = Gole strzelone; G− = Gole stracone; +/− = Różnica bramek; Pkt = Punkty
M = Mistrz
| Zwycięzca Marokańskiej GNF 2 w sezonie 2005-06 |
| ---------------------------------------------- |
| Maghreb Fez                                    |